# Chinese kalligrafie

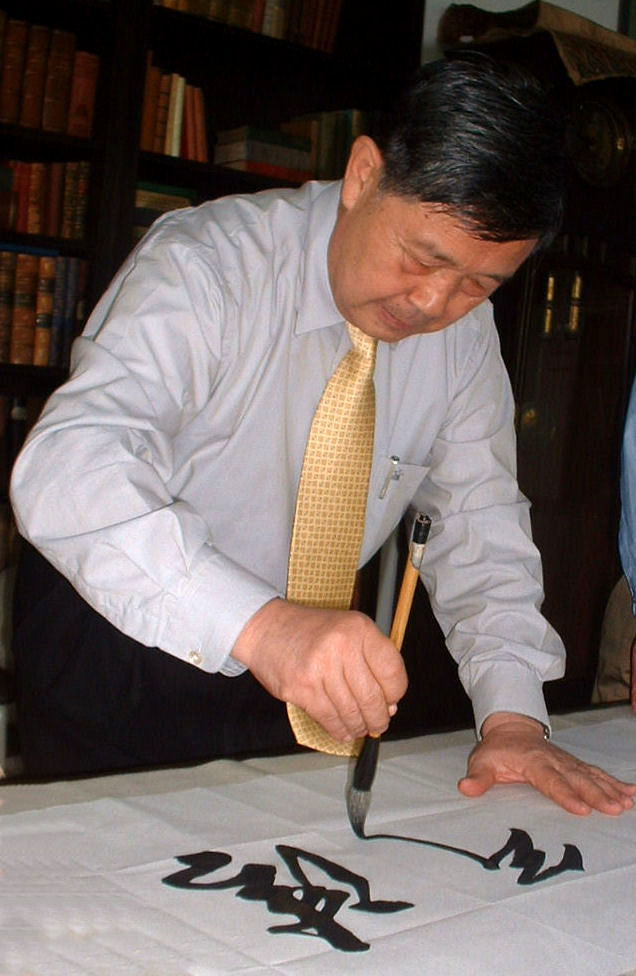
Een kalligraaf aan het werk (2005)

Chinese kalligrafie maakt een belangrijk onderdeel uit van het cultureel erfgoed van China. De Chinese naam voor kalligrafie is shūfǎ (traditioneel Chinees:書法), dat letterlijk 'de methode (of wet) voor het schrijven' betekent. In tegenstelling tot westerse kalligrafie wordt kalligrafie in China traditioneel uitgevoerd met een penseel.

## Geschiedenis

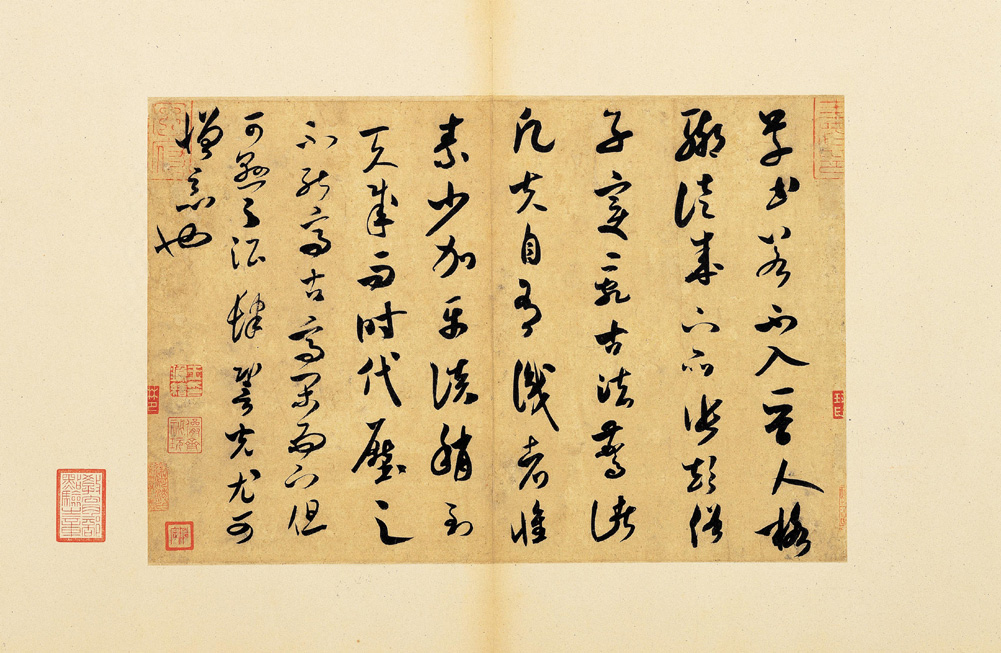
Over kalligrafie door Mi Fu (Song-dynastie), collectie Nationaal Paleismuseum

De oudst bekende annalen van de Chinese geschiedenis zijn reeds uitgevoerd in kalligrafie. Hieruit kan men opmaken dat de Chinese kalligrafie net zo oud is als het Chinese schrift zelf. Kalligrafie maakte onderdeel uit van het Chinees examenstelsel en was een van de 'vier kunsten', naast het bespelen van de guqin, de vaardigheid in het bordspel go en het schilderen in gewassen inkt. De literati (geletterde ambtenaren) waren daarom meestal bedreven kalligrafen.
Door het verspreiden van de Chinese invloedssfeer is de Chinese kalligrafie onderdeel gaan uitmaken van de culturen van onder andere Japan, Korea, Taiwan en Vietnam. Nog steeds wordt kalligrafie veelvuldig in Oost-Azië onderwezen en beoefend. In 2009 werd Chinese kalligrafie door UNESCO opgenomen op de lijst van meesterwerken van het immaterieel cultureel erfgoed van de mensheid.

## Techniek

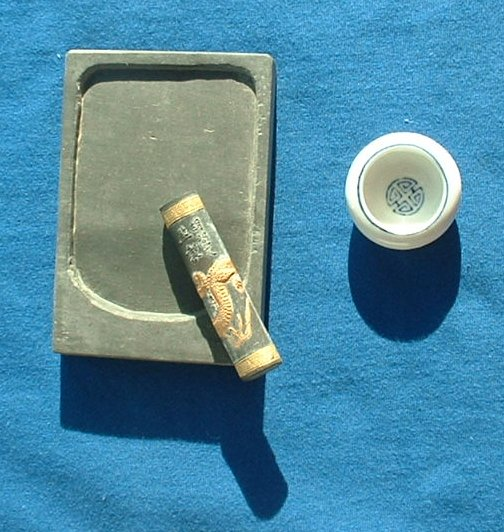
Inktsteen met schuurvlak met een inktstaaf en een waterdruppelaar

Chinese kalligrafie wordt uitgevoerd in Oost-Indische inkt. Traditioneel wordt deze verkregen door een inktstaaf op het schuurvlak van een inktsteen tot fijn poeder te wrijven, om vervolgens met water uit een waterdruppelaar vloeibaar te maken. Zolang de inkt nat is, kunnen kleine correcties worden aangebracht, maar eenmaal opgedroogd kan een inktstreek niet meer worden aangepast.
De werkwijze voor het kalligraferen komt sterk overeen met schilderen in gewassen inkt, daar dezelfde inkt en gereedschappen worden gebruikt. Een traditionele bamboeschildering wordt bovendien met dezelfde technieken uitgevoerd.

## Belangrijke kalligrafen
- Wei Shuo 衛鑠 (272–349)
- Wang Xizhi 王羲之 (303–361)
- Wang Xianzhi 王獻之 (344–386)
- Wang Xun 王珣 (349–400)
- Ouyang Xun 歐陽詢 (557–641)
- Yu Shinan 虞世南 (558–638)
- Chu Suiliang 褚遂良 (597–658)
- Keizer Tang Taizong 唐太宗 李世民 (599–649)
- Zhang Xu 張旭 (658–747)
- Yan Zhenqing 顏真卿 (709–785)
- Huaisu 懷素 (737–799)
- Liu Gongquan 柳公權 (778–865)
- Cai Xiang 蔡襄 (1012–1067)
- Su Shi 蘇軾 (1037–1101)
- Huang Tingjian 黄庭堅 (1045–1105)
- Mi Fu 米黻 (1051–1107)
- Keizer Huizong 宋徽宗 趙佶 (1082–1135)
- Keizer Song Gaozong 宋高宗 趙構 (1107–1187)
- Zhao Mengfu 趙孟頫 (1254–1322)
- Ni Zan 倪瓚 (1301–1374)
- Tang Yin 唐寅 (1470–1524)
- Wen Zhengming 文徵明 (1470–1559)
- Dong Qichang 董其昌 (1555–1636)
- Huang Ruheng 黃汝亨 (1558–1626)
- Wang Duo 王鐸 (1592–1652)
- Zheng Xie 鄭燮 (1693–1765)